# Nannostomus nigrotaeniatus
Espèce
Statut de conservation UICN

 DD  : Données insuffisantes
Nannostomus nigrotaeniatus est une espèce poissons d'eau douce téléostéens de la famille des Lebiasinidae (ordre des Characiformes). 

## Répartition
Ce poisson est endémique du Venezuela. Il n'est connu que de sa localité type, le río Ventuari, et a été décrit à partir de spécimens d'aquarium.

## Description

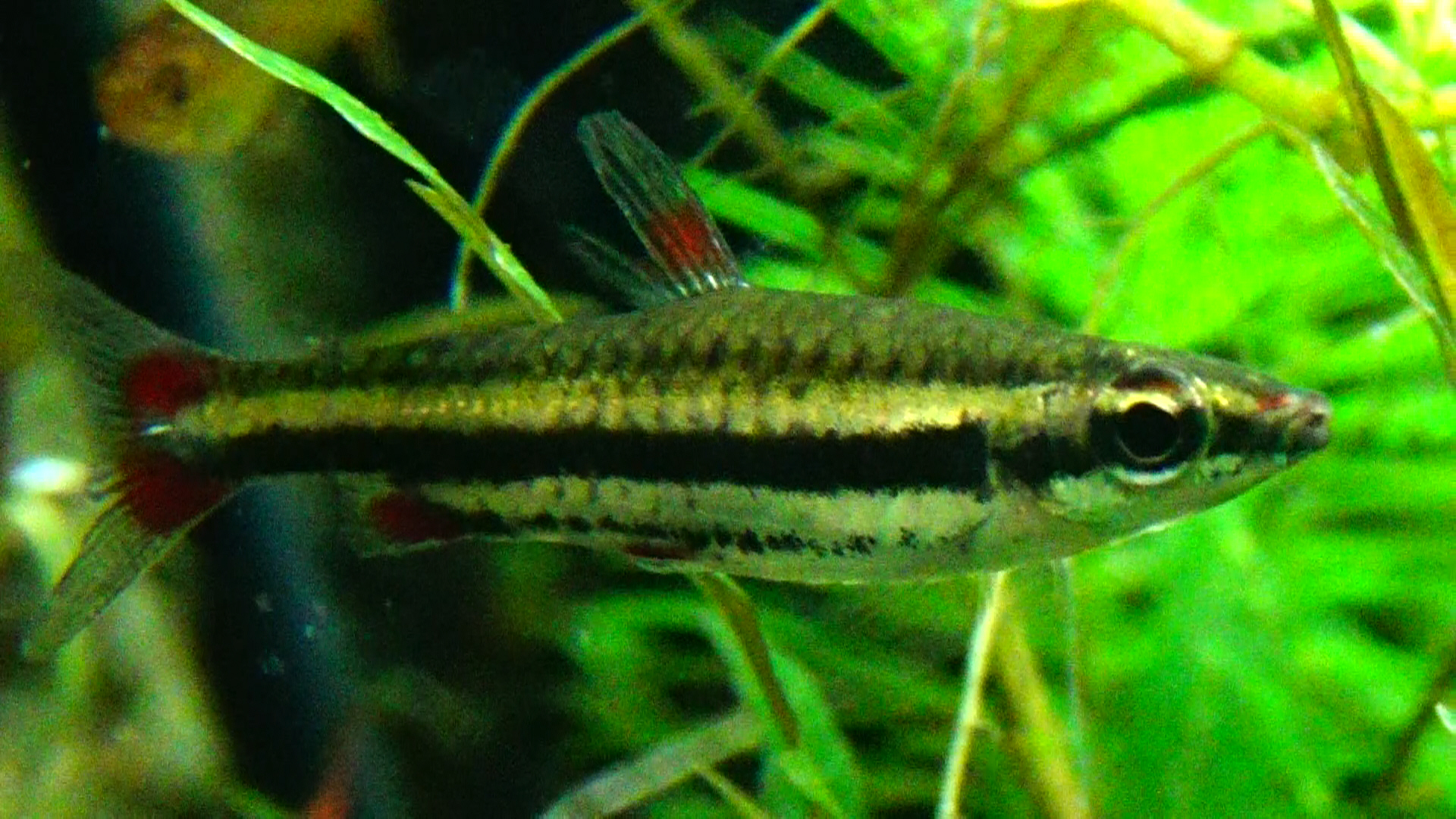
Nannostomus nigrotaeniatus mâle (aquarium du palais de la Porte-Dorée).

Nannostomus nigrotaeniatus peut mesurer jusqu'à 33 mm, queue non comprise. Ce poisson est très similaire aux espèces Nannostomus erythrurus et Nannostomus trifasciatus, mais s'en distingue par un net dimorphisme sexuel absent de ces deux autres espèces. Les mâles Nannostomus nigrotaeniatus présente des taches rubis sur les nageoires dorsale, anale, ventrale et sur la base des lobes caudaux tandis que les femelles ont des nageoires laiteuses.

## Systématique
Le nom valide complet (avec auteur) de ce taxon est Nannostomus nigrotaeniatus Zarske, 2013.

### Étymologie
Son épithète spécifique, dérive du latin niger, « noir ou sombre », et taeniatus, « rayé », et fait référence à la bande horizontale primaire, plus large que la bande présente sur les espèces étroitement apparentées, N. erythrurus et N. trifasciatus.

### Publication originale
- (de + es) Axel Zarske, « Nannostomus nigrotaeniatus spec. nov. – ein neuer Ziersalmler aus Venezuela (Teleostei: Characiformes: Lebiasinidae) », Vertebrate Zoology, vol. 63, no 2,‎ 29 août 2013, p. 125-137 (ISSN 1864-5755 et 2625-8498, lire en ligne). [5]